# 清水一希
清水 一希（しみず かずき、1990年4月24日 - ）は日本の男性実業家。元俳優、元タレント。現在は株式会社R-UP取締役社長。東京都出身。

## 略歴
中学の先輩だった三浦翔平の勧めにより、2008年開催の第21回ジュノン・スーパーボーイ・コンテストに応募。同コンテストにて「理想の恋人賞」を受賞し、芸能界デビューする。
2009年公開の映画『ごくせん THE MOVIE』にて、俳優デビュー。2010年、舞台『金色のコルダ ステラ・ミュージカル』に出演し、同作の脚本・演出を務めたカニリカプロデュースの俳優集団NAKED BOYZのオリジナルプロジェクトメンバーとなる。
2011年2月、『海賊戦隊ゴーカイジャー』のドン・ドッゴイヤー / ゴーカイグリーン役にてテレビドラマ初出演。東映プロデューサーの宇都宮孝明は、清水がメンバーで一番芝居がうまく、演技力が要求されるコメディリリーフとして表現できていたことを評価している。また、共演した池田純矢は清水に関して「人付き合いが苦手な者の心の壁を壊し、明るい雰囲気を作っていた」と証言している。
2012年、3月上演のNAKED BOYZの第3弾公演『神☆ヴォイス』にて舞台の主演（および出演チームの座長）、同年9月公開の『ビンゴ』にて映画の主演を務めたのち、2015年8月にNAKED BOYZを卒業。
2022年5月2日に本人のTwitterにて新会社R-UPを設立して出る側からサポートする側に周ることを報告した。株式会社R-UPのホームページの会社概要には代表取締役と記載されている。

## 出演

### 映画
- ごくせん THE MOVIE（2009年）
- 2ちゃんねるの呪い VOL.2（2010年） - ケイゴ 役
- スーパー戦隊シリーズ - ドン・ドッゴイヤー / ゴーカイグリーン 役
  - 天装戦隊ゴセイジャーVSシンケンジャー エピックon銀幕（2011年1月22日） - 声のみ
  - ゴーカイジャー ゴセイジャー スーパー戦隊199ヒーロー大決戦（2011年6月11日）
  - 海賊戦隊ゴーカイジャー THE MOVIE 空飛ぶ幽霊船（2011年8月6日）
  - 海賊戦隊ゴーカイジャーVS宇宙刑事ギャバン THE MOVIE（2012年1月21日）
  - 仮面ライダー×スーパー戦隊 スーパーヒーロー大戦（2012年4月21日） - 仮面ライダーXの声も担当
  - 特命戦隊ゴーバスターズVS海賊戦隊ゴーカイジャー THE MOVIE（2013年1月19日）
- ビンゴ（2012年） - 主演・熊田正哉 役
- 恋する歯車（2013年） - 甘木健太 役
- バスジャック（2014年）
- 天使に“アイム・ファイン”（2016年） - 朝日優也 役

### テレビドラマ
- スーパー戦隊シリーズ（テレビ朝日） - ドン・ドッゴイヤー / ゴーカイグリーン 役
  - 海賊戦隊ゴーカイジャー（2011年2月13日 - 2012年2月19日）
  - 動物戦隊ジュウオウジャー 第28話・第29話（2016年9月4日・11日）[12]
- ATARU 第5話・第11話（2012年5月13日・6月24日、TBS） - 鎌田新一 役
- 息もできない夏（2012年7月10日 - 9月18日、フジテレビ） - 西川純 役
- 花のズボラ飯 第2話（2012年11月1日、毎日放送） - カップル 役
- 金曜プレステージ特別企画 悪党（2012年11月30日、フジテレビ）
- G1 DREAM（2013年2月2日、BSフジ） - 鉱太 役
- 東京トイボックス（2013年10月5日 - 12月21日、テレビ東京） - キルヒアイス 役
  - 大東京トイボックス（2014年1月4日 - 3月29日、テレビ東京） - キルヒアイス / 田中芳男 役
- ドクターX〜外科医・大門未知子〜 第2シリーズ（2013年10月17日 - 12月19日、テレビ朝日） - 田中竜也 役
- 水球ヤンキース（2014年7月 - 9月、フジテレビ） - 土野肇 役
- 磁石男（2014年6月13日、日本テレビ） - 野方 役
- 地獄先生ぬ〜べ〜（2014年10月11日 - 12月13日、日本テレビ） - 山口晶 / 人体模型・ジンタ（第5話） 役[13]
- 黒服物語（2014年10月 - 12月、テレビ朝日） - 砂田 役
- 恋仲 第2話（2015年7月27日、フジテレビ）
- 臨床犯罪学者 火村英生の推理（2016年1月17日 - 3月20日、日本テレビ） - 坂下恵一 役
- 警視庁・捜査一課長 第1話（2016年4月18日、テレビ朝日） - 宮島裕之 役
- THE LAST COP/ラストコップ 第5話・第6話（2016年11月5日 - 12日、日本テレビ） - 並木洋平 役

### オリジナルビデオ
- A DAY of one HERO（2011年） - 主演・清水一希 役
- テン・ゴーカイジャー（2022年3月9日） - ドン・ドッゴイヤー / ゴーカイグリーン 役[14]

### 舞台
- KEIKI 〜夏目漱石推理帳〜（2009年10月、エアースタジオ）[15]
- 金色のコルダ ステラ・ミュージカル（2010年3月 / 2010年7月 - 8月、天王洲銀河劇場 他） - 緑川彗 役[16]
- 神☆ヴォイス 〜Go!Go!Dreamers!!〜（2012年3月、MAKOTOシアター銀座） - 主演・田所翼 役
- ベースボーーール ハムレット!（2012年11月、東京タワータワーホールA1） - パック 役
- ピラミッドだぁ!（2014年2月、神保町花月）
- 泣いてたまるか!!いのちのしるし（2014年3月、中野ザ・ポケット） - 主演
- 散れ桜よ、刻天ノ証ニ（2015年4月、あうるすぽっと）
- 朗読劇 美男子劇場（2015年5月、築地ブディストホール）
- THE吉見麻美公演「一生の砂」（2015年9月、笹塚ファクトリー）
- SOLID STARSプロデュースvol.5「負けんな漫研！」（2015年10月、新宿村LIVE）
- 俺たち賞金稼ぎ団（2015年12月4日 - 9日、シアター1010） - 勇助・M・グリーン 役
- 凪のバッキャロー（2017年3月29日 - 4月3日、シアターグリーン Box in BoX THEATER） - 主演・辰元和樹 役
- 昆虫戦士コンチュウジャー〜ただの再演じゃ終わらない、そうだろみんな!?〜（2017年5月10日 - 17日、あうるすぽっと）
- 潮のバッキャロー（2017年7月26日 - 31日、シアターグリーン Box in BoX THEATER） - 主演・辰元和樹 役
- カナリアイロニカル（2018年4月3日 - 8日、テアトルBONBON） - 刑務官・守谷 役
- ひまわり（2018年5月2日 - 6日、ザ・ポケット） - 主演・倉吉真人 役
- 恋するアンチヒーロー（2018年7月17日 - 22日、劇場MOMO） - 友情出演
- リサ子のガチ恋俳優沼（2019年4月19日 - 29日、新宿シアターモリエール） -
- 囚われのパルマ -失われた記憶-（2019年6月22日・23日、大阪 : サンケイホールブリーゼ / 6月27日 - 30日、東京 : シアター1010） - 山辺航 役

### 情報番組
- ZIP!（2014年4月 - 2017年3月 、日本テレビ） - 『HATE NAVI』リポーター

### ゲーム
- スーパー戦隊バトル ダイスオーDX（2011年2月） - ゴーカイグリーン 役
- スーパー戦隊バトル レンジャークロス（2011年9月、バンダイナムコゲームス） - ゴーカイグリーン 役[17]
- 海賊戦隊ゴーカイジャー あつめて変身!35戦隊!（2011年11月、バンダイナムコゲームス） - ゴーカイグリーン 役

### ラジオ
- サタデードラマハウス（2014年10月4日 - 2018年3月31日、JFNC） - 案内 役
  - シルクのようになめらかに（2014年10月） - 里中ツトム 役

### 配信・インターネット
- GOLDEN LIBERTY（2012年3月 - 番組終了、アメーバスタジオプレミアム）
- 美男子界（2012年4月 - 2013年6月、NOTTV） - レギュラー

### CM
- コナカ（2010年）

### 玩具
- 海賊戦隊ゴーカイジャー モバイレーツ -MEMORIAL EDITION-（2021年12月）
- 海賊戦隊ゴーカイジャー モバイレーツ -MEMORIAL BEST SELECTION-（2025年6月13日）

## 作品

### 写真集
- GOLDEN LIBERTY（2012年2月、主婦と生活社）